# Брянск (городской округ)
Брянск, или город Брянск, — административно-территориальная единица (город областного значения) и муниципальное образование (городской округ) в Брянской области России.
Городской округ образован в результате проведения муниципальной реформы в 2005 году, в границах территории дореформенного Брянского горсовета.

## Население
| 2002     | 2009     | 2010     | 2011     | 2012     | 2013     | 2014     | 2015     | 2016     |
| -------- | -------- | -------- | -------- | -------- | -------- | -------- | -------- | -------- |
| 450 289  | ↘430 172 | ↗435 245 | ↘434 560 | ↘432 033 | ↘429 940 | ↘427 357 | ↘426 060 | ↘424 582 |
| 2017     | 2018     | 2019     | 2020     | 2021     | 2024     |          |          |          |
| ↗425 030 | ↘423 981 | ↘422 796 | ↘420 444 | ↘395 574 | ↘389 293 |          |          |          |

### Национальный состав
По итогам переписи населения 2020 года проживали следующие национальности (национальности менее 0,1 % и другое, см. в сноске к строке «Другие»):
| Национальность | Численность, чел. | Доля     |
| -------------- | ----------------- | -------- |
| Русские        | 315 297           | 79,71 %  |
| Украинцы       | 1638              | 0,41 %   |
| Армяне         | 882               | 0,22 %   |
| Белорусы       | 627               | 0,16 %   |
| Цыгане         | 539               | 0,14 %   |
| Азербайджанцы  | 503               | 0,13 %   |
| Другие         | 76 088            | 19,23 %  |
| Итого          | 395 574           | 100,00 % |

## Населённые пункты
| № | Населённый пункт | Тип населённого пункта  | Подчинение городскому району | Население |
| - | ---------------- | ----------------------- | ---------------------------- | --------- |
| 1 | Белые Берега     | посёлок городского типа | Фокинский район              | ↘7412     |
| 2 | Большое Полпино  | посёлок городского типа | Володарский район            | ↘5859     |
| 3 | Брянск           | город                   |                              | ↘372 123  |
| 4 | Радица-Крыловка  | посёлок городского типа | Бежицкий район               | ↘3151     |